# 아브라함 종교

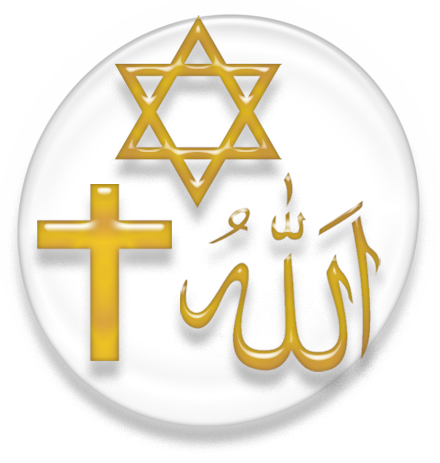

아브라함 계통의 종교( - 系統 宗敎, 영어: Abrahamic religions)는 아브라함에 그 기원을 두고 공통된 철학을 가진 종교로서 이에 해당하는 종교는 유대교, 사마리아교, 기독교, 이슬람교, 드루즈교, 바하이 신앙 등이 있다.
비교종교학에서 아브라함 종교란 구약성서나 헤브라이 성서에 지도자로 묘사하고, 꾸란에 선지자로 묘사한 아브라함에서 유래한 유대교와 연관된 종교를 말한다. 이 구분에는 유일신을 믿는 유대교, 기독교, 이슬람교, 바하이교가 속하며, 대략 세계 종교 인구의 절반을 차지한다.
유대교 전승에 따르면, 아브라함은 우상 숭배를 거부한 첫 번째 인물이었고, 따라서 유일신 믿음의 효시로 인식하고 있다. 그런 측면에서 아브라함 종교는 일신교라고 말할 수 있다. 하지만 모든 일신교가 아브라함 종교는 아니다. 이슬람교에서 그는 최초 유일신 숭배자로 알려져 있으며 “이브라힘”이라고도 불린다.

## 같이 보기
- 인도계 종교(다르마 계통의 종교)